# Дедпул
 Тази статия е за персонажа.  За филма от 2016 г. вижте Дедпул (филм).  
Дедпул (на английски: Deadpool), с истинско име Уейд Уинстън Уилсън (на английски: Wade Winston Wilson), е измислен персонаж от комиксите, публикувани от Марвел Комикс. Първата му поява е в брой 98 от поредицата „The New Mutants“, който излиза на пазара на 10 февруари 1991 г. Първата поредица, фокусирана върху Дедпул, се издава в периода 1998 – 2002 г. и се състои от 69 броя.
Дедпул е второстепенен персонаж в „Х-Мен началото: Върколак“ (2009), а през 2016 г. е главното действащо лице в „Дедпул“ и неговите продължения „Дедпул 2“ и „Дедпул и Върколака“. И в четирите филма ролята се изпълнява от Райън Рейнолдс.